# 레그 앤 본 맨
레그 앤 본 맨(Rag'n'Bone Man, 1985년 1월 29일 ~ )은 잉글랜드의 싱어송라이터이다. BBC 사운드 오브 2017에서 2위를 했다.

## 음반 목록

### 정규
- Human (2017)

### EP
- Bluestown (2012)
- Wolves (2014)
- Disfigured (2015)